# Пілунський Леонід Петрович
Леонід Петрович Пілунський (15 вересня 1947, Сімферополь — 21 листопада 2021) — український політик, депутат ВР АР Крим. Голова Кримської крайової організації Народного Руху України з 1996 року.

## Життєпис
У 1972 році закінчив Севастопольський приладобудівний інститут за фахом «Судновий механік», одержав кваліфікацію інженера-судномеханіка.
Трудову діяльність розпочав з липня 1964 року слюсарем, мотористом, механіком Севастопольського морського порту. З липня 1967 року до серпня 1972 року — студент Севастопольського приладобудівного інституту. З вересня 1972 року до травня 1977 року — судновий механік Севастопольського рибопромислового об'єднання «Атлантика». З травня 1977 року до жовтня 1984 року — капітан підводного наукового апарата «Гідронавт I кл.» Севастопольського експериментального бюро «Гідронавт». З жовтня 1984 року до квітня 1996 року — спецкор, редактор, головний редактор ДТРК «Крим». З квітня 1996 року до липня 1998 року — виконавчий директор Регіонального комітету Гельсінської Громадянської Асамблеї Криму. З липня 1998 року до лютого 2000 року — директор торговельної бази «Оболонь», м. Сімферополь. З серпня 2000 до 2009 року — голова Представництва Державного комітету України з питань регуляторної політики та підприємництва в Автономній Республіці Крим. У 2010 році — головний редактор газети «Кримська світлиця». З лютого 2009 року — пенсіонер.
З 2006 року — депутат Верховної Ради Автономної Республіки Крим п'ятого скликання, обраний від Кримської крайової організації Народного Руху України.
Заступник голови депутатської фракції Верховної Ради Автономної Республіки Крим «Курултай-Рух».
21 лютого 2014 року, коментуючи у прямому ефірі телеканалу «Росія-24» події на півострові під час Євромайдану, Пілунський критично відгукнувся про правлячу «Партію регіонів» і вказав на те, що в автономії немає жодних заворушень і лише місцева влада займається нагнітанням обстановки. Через півтори хвилини його промова зникла з ефіру посередині фрази, а ведуча, що запнулася, пояснила це неполадками зі зв'язком. Сам кримський парламентар пізніше розповів про те, що під час розмови з ним телевізійники «просто кинули слухавку, нічого не пояснивши». На його думку, це свідчить про те, що у Москві «не хочуть чути правду».
Пілунський виступив проти анексії Криму Росією, а після цього перестав відвідувати засідання парламенту. Після виходу з політики у 2014 році Леонід Петрович зосередився на письменницькій діяльності.
19 листопада 2021, за кілька днів до смерті, стало відомо, що Леонід Пілунський хворіє на COVID-19.

## Родина
- Син — Ярослав.

## Нагороди
- 2007 рік — почесне звання «Заслужений журналіст України».[7]